# Уолнат (река)
Уолнат (англ. Walnut River) — река в южной части штата Канзас (США), левый приток реки Арканзас. Длина реки составляет 248 км (по другим данным, около 209 км).

## География
Исток реки Уолнат находится в северо-восточной части округа Батлер (Канзас), в регионе Флинт-Хилс, вблизи города Кассодей, на высоте около 474 м. После этого река течёт в юго-западном направлении, а затем на юг, протекая по округам Батлер и Каули (Канзас). У реки находятся города Эль-Дорадо, Огаста и Уинфилд. Она впадает в реку Арканзас на высоте 318 м, в нескольких километрах к юго-востоку от города Арканзас-Сити.
Площадь водосборного бассейна реки Уолнат — около 5180 км². Помимо округов Батлер и Каули, бассейн охватывает небольшие части территории ещё шести смежных округов (Гринвуд, Чейс, Марион, Харви, Седжуик и Самнер). Бассейн простирается примерно на 120 км с севера на юг и примерно на 64 км с запада на восток в своей северной части. Основные притоки — Уайтуотер (Whitewater River, впадает на высоте 362 м) и Литл-Уолнат (Little Walnut River, 354 м).

## История
Река получила своё название из-за большого количества деревьев грецкого ореха (walnut, с англ. — «грецкий орех»), растущих на всём её протяжении. В XIX веке также использовалось название Литл-Вердигрис (Little Verdigris River), по аналогии с рекой Вердигрис. Во второй половине XX века реку Уолнат в её верхнем течении называли Ист-Бранч-Уолнат (East Branch Walnut River), при этом название Уэст-Бранч-Уолнат (West Branch Walnut River) сохранилось для притока, впадающего в Уолнат на высоте 384 м.
Первые паромные переправы через реку Уолнат начали функционировать в 1870-х годах — одна недалеко от Арканзас-Сити, а другая в районе Уинфилда. В верховьях реки сохранилось несколько каменных арочных мостов, построенных в конце XIX — начале XX века.
В 1981 году Корпусом инженеров Армии США было завершено сооружение водохранилища Эль-Дорадо на реке Уолнат, которое находится немного выше по течению от города Эль-Дорадо. Площадь водохранилища — около 32 км², высота водной поверхности — 407 м. У водохранилища впоследствии был открыт парк штата Эль-Дорадо.